# Colombia en los Juegos Paralímpicos
Colombia en los Juegos Paralímpicos está representada por el Comité Paralímpico Colombiano, miembro del Comité Paralímpico Internacional.
Colombia ha participado en 12 ediciones de los Juegos Paralímpicos de Verano, la primera presencia de la delegación colombiana en estos Juegos tuvo lugar en Toronto 1976. El país ha obtenido un total de 75 medallas en las ediciones de verano: 13 de oro, 22 de plata y 40 de bronce.
En los Juegos Paralímpicos de Invierno Colombia no ha participado en ninguna edición.

## Medallero

### Por edición
| Evento              |    |    |    | T  | Detalle |
| ------------------- | -- | -- | -- | -- | --- |
| Arnhem 1980         | 1  | 0  | 1  | 2  | Natación, 100 m braza D masculino, Pedro Mejía Natación, 100 m espalda C-D masculino, Pedro Mejía |
| Pekín 2008          | 0  | 1  | 1  | 2  | Atletismo, maratón T12 masculino, Elkin Serna Natación, 100 m braza SB4 masculino, Moisés Fuentes |
| Londres 2012        | 0  | 2  | 0  | 2  | Atletismo, maratón T12 masculino, Elkin Serna Natación, 100 m braza SB4 masculino, Moisés Fuentes |
| Río de Janeiro 2016 | 2  | 5  | 10 | 17 | Atletismo, Lanzamiento de jabalina F34 masculino, Mauricio Valencia Natación, 100 m braza SB7 masculino, Carlos Serrano Atletismo, Lanzamiento de jabalina F38 masculino, Luis Fernando Lucumí Natación, 50 m libres S6 masculino, Nelson Crispín Natación, 100 m libres S6 masculino, Nelson Crispín Natación, 100 m braza SB6 masculino, Nelson Crispín Natación, 100 m libres S7 masculino, Carlos Serrano Atletismo, 400 m T38 masculino, Wéiner Díaz Atletismo, Lanzamiento de peso F34 masculino, Mauricio Valencia Atletismo, 100 m T36 femenino, Martha Liliana Hernández Atletismo, 1500 m T11 femenino, Maritza Arango Atletismo, 4 x 100 m T11 - 13 femenino, Yesenia Restrepo, Maritza Arango, Sonia Sirley Luna, Jessica Marcela González Ciclismo de pista, persecución individual C4 masculino, Diego Germán Dueñas Ciclismo de pista, persecución individual C5 masculino, Edwin Fabián Matiz Ciclismo de pista, ruta T1 - 2 masculino, Néstor Javier Ayala Natación, 50 m libres S7 masculino, Carlos Serrano Natación, 100 m braza SB4 masculino, Moisés Fuentes |
| Tokio 2020          | 3  | 7  | 14 | 24 | Atletismo, Lanzamiento de jabalina F38 masculino, José Gregorio Lemos Natación, 100 m braza SB7 masculino, Carlos Serrano Natación, 200 m estilos SM6 masculino, Nelson Crispín Atletismo, 100 m T38 femenino, Darian Faisury Jiménez Atletismo, Lanzamiento de jabalina F34 masculino, Mauricio Valencia Atletismo, Lanzamiento de peso F41 femenino, Mayerli Buitrago Natación, 50 m libres S7 masculino, Carlos Serrano Natación, 100 m braza SB4 masculino, Moisés Fuentes Natación, 100 m braza SB6 masculino, Nelson Crispín Natación, 100 m libres S6 masculino, Nelson Crispín Atletismo, 400 m T11 femenino, Angie Pabón Atletismo, 400 m T38 femenino, Darian Faisury Jiménez Atletismo, 100 m T13 masculino, Jean Carlos Mina Atletismo, Lanzamiento de jabalina F34 masculino, Diego Meneses Atletismo, Lanzamiento de jabalina F38 masculino, Luis Fernando Lucumí Atletismo, Lanzamiento de disco F11 femenino, Yesenia Restrepo Atletismo, Salto largo T38, José Gregorio Lemos Ciclismo en pista, Persecución individual C4 masculino, Diego Germán Dueñas Ciclismo en ruta, Prueba de ruta T1-2 masculino, Juan José Betancourt Quiroga Levantamiento de potencia, –97 kg masculino, Fabio Torres Natación, 50 m mariposa S6 masculino, Nelson Crispín Natación, 50 m mariposa S7 masculino, Carlos Serrano Natación, 100 m mariposa S8 femenino, Laura Carolina González Rodríguez Natación, 200 m estilos SM7 masculino, Carlos Serrano |
| París 2024          | 7  | 7  | 14 | 28 | Atletismo, Lanzamiento de jabalina F38 masculino, José Gregorio Lemos Atletismo, Lanzamiento de disco F55 femenino, Érica María Castaño Atletismo, 100 m T38 femenino, Karen Palomeque Atletismo, 400 m T38 femenino, Karen Palomeque Atletismo, 400 m T20 masculino, Jhon Obando Atletismo, Lanzamiento de peso F34 masculino, Mauricio Valencia Bochas, Dobles BC4 mixto, Edilson Chica, Leidy Chica Atletismo, Lanzamiento de jabalina F34 masculino, Mauricio Valencia Bochas, Individual BC4 masculino, Edilson Chica Natación, 200 m estilos SM6 masculino, Nelson Crispín Natación, 100 m braza SB6 masculino, Nelson Crispín Natación, 50 m mariposa S6 masculino, Nelson Crispín Natación, 50 m libres S7 masculino, Carlos Serrano Natación, 50 m mariposa S7 masculino, Carlos Serrano Atletismo, 100 m T38 masculino, Juan Alejandro Campas Atletismo, 100 m T38 femenino, Darian Faisury Jiménez Atletismo, 400 m T38 masculino, Juan Alejandro Campas Atletismo, Lanzamiento de disco T38 femenino, Xiomara Saldarriaga Atletismo, Lanzamiento de jabalina F34 masculino, Diego Meneses Atletismo, Salto de longitud T38 masculino, José Gregorio Lemos Atletismo, 400 m T13 masculino, Buinder Bermúdez Atletismo, Salto de longitud T38 femenino, Karen Palomeque Atletismo, Salto de longitud T20 masculino, Jhon Obando Bochas, Individual BC4 femenino, Leidy Chica Ciclismo en ruta, Prueba de ruta C4-5 femenino, Paula Ossa Ciclismo en ruta, Prueba de ruta T1-2 masculino, Juan José Betancourt Quiroga Levantamiento de potencia, –97 kg masculino, Fabio Torres Natación, 100 m braza SB8 masculino, Carlos Serrano |
| TOTAL               | 13 | 22 | 40 | 75 | |

### Por deporte
Deportes de verano
| Evento                    | Oro | Plata | Bronce | Total |
| ------------------------- | --- | ----- | ------ | ----- |
| Atletismo                 | 8   | 7     | 21     | 36    |
| Bochas                    | 1   | 1     | 1      | 3     |
| Ciclismo                  | 0   | 0     | 7      | 7     |
| Levantamiento de potencia | 0   | 0     | 2      | 2     |
| Natación                  | 4   | 14    | 9      | 27    |
| TOTAL                     | 13  | 22    | 40     | 75    |

## Medallistas
34 deportistas colombianos han conquistado 75 medallas en Juegos Paralímpicos:
| Clasificación del país | Deportista                        | Disciplina                         | Edición                                                |   |   |   | Total |
| ---------------------- | --------------------------------- | ---------------------------------- | ------------------------------------------------------ | - | - | - | ----- |
| 1                      | Carlos Serrano                    | Natación adaptada                  | Río de Janeiro 2016 Tokio 2020 París 2024              | 2 | 4 | 4 | 10    |
| 2                      | Mauricio Valencia                 | Atletismo adaptado                 | Río de Janeiro 2016 Tokio 2020 París 2024              | 2 | 2 | 1 | 5     |
| 3                      | José Gregorio Lemos               | Atletismo adaptado                 | Tokio 2020 París 2024                                  | 2 | 0 | 2 | 4     |
| 4                      | Karen Palomeque                   | Atletismo adaptado                 | París 2024                                             | 2 | 0 | 1 | 3     |
| 5                      | Nelson Crispín                    | Natación adaptada                  | Río de Janeiro 2016 Tokio 2020 París 2024              | 1 | 8 | 1 | 10    |
| 6                      | Edilson Chica                     | Bochas adaptadas                   | París 2024                                             | 1 | 1 | 0 | 2     |
| 7                      | Pedro Mejía                       | Natación adaptada                  | Arnhem 1980                                            | 1 | 0 | 1 | 2     |
| 7                      | Leidy Chica                       | Bochas adaptadas                   | París 2024                                             | 1 | 0 | 1 | 2     |
| 7                      | Jhon Obando                       | Atletismo adaptado                 | París 2024                                             | 1 | 0 | 1 | 2     |
| 10                     | Érica María Castaño               | Atletismo adaptado                 | París 2024                                             | 1 | 0 | 0 | 1     |
| 11                     | Moisés Fuentes                    | Natación adaptada                  | Pekín 2008 Londres 2012 Río de Janeiro 2016 Tokio 2020 | 0 | 2 | 2 | 4     |
| 12                     | Elkin Serna                       | Atletismo adaptado                 | Pekín 2008 Londres 2012                                | 0 | 2 | 0 | 2     |
| 13                     | Darian Faisury Jiménez            | Atletismo adaptado                 | Tokio 2020 París 2024                                  | 0 | 1 | 2 | 3     |
| 14                     | Luis Fernando Lucumí              | Atletismo adaptado                 | Río de Janeiro 2016 Tokio 2020                         | 0 | 1 | 1 | 2     |
| 15                     | Mayerli Buitrago                  | Atletismo adaptado                 | Tokio 2020                                             | 0 | 1 | 0 | 1     |
| 16                     | Maritza Arango                    | Atletismo adaptado                 | Río de Janeiro 2016                                    | 0 | 0 | 2 | 2     |
| 16                     | Diego Germán Dueñas               | Ciclismo adaptado en pista         | Río de Janeiro 2016 Tokio 2020                         | 0 | 0 | 2 | 2     |
| 16                     | Yesenia Restrepo                  | Atletismo adaptado                 | Río de Janeiro 2016 Tokio 2020                         | 0 | 0 | 2 | 2     |
| 16                     | Diego Meneses                     | Atletismo adaptado                 | Tokio 2020 París 2024                                  | 0 | 0 | 2 | 2     |
| 16                     | Juan José Betancourt              | Ciclismo adaptado en ruta          | Tokio 2020 París 2024                                  | 0 | 0 | 2 | 2     |
| 16                     | Fabio Torres                      | Levantamiento de potencia adaptado | Tokio 2020 París 2024                                  | 0 | 0 | 2 | 2     |
| 16                     | Juan Alejandro Campas             | Atletismo adaptado                 | París 2024                                             | 0 | 0 | 2 | 2     |
| 23                     | Néstor Javier Ayala               | Ciclismo adaptado en ruta          | Río de Janeiro 2016                                    | 0 | 0 | 1 | 1     |
| 23                     | Wéiner Díaz                       | Atletismo adaptado                 | Río de Janeiro 2016                                    | 0 | 0 | 1 | 1     |
| 23                     | Marcela González                  | Atletismo adaptado                 | Río de Janeiro 2016                                    | 0 | 0 | 1 | 1     |
| 23                     | Martha Hernández                  | Atletismo adaptado                 | Río de Janeiro 2016                                    | 0 | 0 | 1 | 1     |
| 23                     | Sonia Luna                        | Atletismo adaptado                 | Río de Janeiro 2016                                    | 0 | 0 | 1 | 1     |
| 23                     | Edwin Matiz                       | Ciclismo adaptado en pista         | Río de Janeiro 2016                                    | 0 | 0 | 1 | 1     |
| 23                     | Angie Pabón                       | Atletismo adaptado                 | Tokio 2020                                             | 0 | 0 | 1 | 1     |
| 23                     | Jean Carlos Mina                  | Atletismo adaptado                 | Tokio 2020                                             | 0 | 0 | 1 | 1     |
| 23                     | Laura Carolina González Rodríguez | Natación adaptada                  | Tokio 2020                                             | 0 | 0 | 1 | 1     |
| 23                     | Buinder Bermúdez                  | Atletismo adaptado                 | París 2024                                             | 0 | 0 | 1 | 1     |
| 23                     | Paula Ossa                        | Ciclismo adaptado en ruta          | París 2024                                             | 0 | 0 | 1 | 1     |
| 23                     | Xiomara Saldarriaga               | Atletismo adaptado                 | París 2024                                             | 0 | 0 | 1 | 1     |